# Skjåldholms fjärden
Skjåldholms fjärden är en fjärd i Finland.  Den ligger i landskapet Egentliga Finland, i den sydvästra delen av landet, 180 km väster om huvudstaden Helsingfors.
Skjåldholms fjärden avgränsas av Norrskata i väster, Åmlot och Korvet i norr, Kait i öster samt Östra Jönisholm och Skjåldholmarna i söder. Den ansluter till Valax fjärden i norr och Korvet sund i nordöst.